# Pittsburgh Hornets
I Pittsburgh Hornets sono stati una squadra di hockey su ghiaccio dell'American Hockey League con sede nella città di Pittsburgh, nello stato della Pennsylvania. Nacquero nel 1936 nell'allora International-American Hockey League e si sciolsero per la prima volta nel 1956 dopo la demolizione del loro stadio, i Duquesne Gardens. Nel 1961 con la costruzione della Pittsburgh Civic Arena la squadra fu rifondata, per poi essere chiusa definitivamente nel 1967 a causa della creazione dei Pittsburgh Penguins. Nel corso della loro storia gli Hornets vinsero tre Calder Cup.

## Storia
Nel 1936 avvenne la fusione della International Hockey League con la Canadian-American Hockey League, e gli allora campioni in carica della IHL dei Detroit Olympics decisero di trasferirsi a Pittsburgh assumendo il nome di Pittsburgh Hornets. Gli Hornets diventarono il farm team dei Detroit Red Wings, squadra della National Hockey League che aveva già collaborato con gli Olympics in IHL. Nel 1940 arrivarono per la prima volta alla finale della Calder Cup, dove furono sconfitti per 3-0 dai Providence Reds.
Dal 1945 si affiliarono invece ai Toronto Maple Leafs. Dopo altre due sconfitte in finale nel 1947 contro gli Hershey Bears e nel 1951 contro i Cleveland Barons Pittsburgh l'anno successivo batté 4-2 i Providence Reds conquistando per la prima volta il titolo AHL. Dopo un'altra sconfitta nel 1953 giunse due anni più tardi il secondo successo, 4-2 nella serie finale contro i Buffalo Bisons. Nel 1956 la pista degli Hornets, Duquesne Gardens, fu demolita e gli Hornets si videro costretti a cessare l'attività. Il vuoto lasciato dalla squadra di Pittsburgh fu colmato quello stesso anno dalla nascita dei Rochester Americans.
Nel 1961 venne inaugurata la Pittsburgh Civic Arena e i Pittsburgh Hornets fecero il loro ritorno in AHL dopo cinque stagioni di inattività. Dopo due stagioni deludenti nel 1964 la squadra ritornò ai playoff. Nelle stagioni successive la squadra continuò a migliorare, fino a quando nella stagione 1966-67 approdarono alla finale della Calder Cup contro i Rochester Americans: Grazie al successo per 4-0 giunse il terzo nonché ultimo titolo nella storia degli Hornets. Infatti quello stesso anno in NHL finì l'era delle Original Six e fra le nuove franchigie iscritte dalla stagione 1967-68 fu inclusa quella dei Pittsburgh Penguins.

### Affiliazioni
Nel corso della loro storia i Pittsburgh Hornets sono stati affiliati alle seguenti franchigie della National Hockey League:
- Detroit Red Wings: (1936-1939)
- Toronto Maple Leafs: (1939-1940)
- Toronto Maple Leafs: (1945-1956)
- Chicago Blackhawks: (1947-1948)
- Detroit Red Wings: (1962-1967)

## Record stagione per stagione
| Stagione           | Division | Gare | V  | S  | P  | Punti | GF  | GS  | Piazzamento | Play-off                                                                                          |
| ------------------ | -------- | ---- | -- | -- | -- | ----- | --- | --- | ----------- | ------------------------------------------------------------------------------------------------- |
| Pittsburgh Hornets |          |      |    |    |    |       |     |     |             |                                                                                                   |
| 1936-37            | West     | 48   | 22 | 23 | 3  | 47    | 122 | 124 | 2°          | perde semifinali (Syracuse) 2-3                                                                   |
| 1937-38            | West     | 48   | 22 | 18 | 8  | 52    | 100 | 104 | 2°          | perde 1º turno (Syracuse) 0-2                                                                     |
| 1938-39            | West     | 54   | 22 | 28 | 4  | 48    | 176 | 166 | 4°          |                                                                                                   |
| 1939-40            | West     | 56   | 25 | 22 | 9  | 59    | 152 | 133 | 3°          | vince 1º turno (Springfield) 2-1 vince semifinali (Hershey) 2-1 perde Calder Cup (Providence) 0-3 |
| 1940-41            | West     | 56   | 21 | 29 | 6  | 48    | 156 | 170 | 3°          | vince 1º turno (Springfield) 2-1 perde semifinali (Hershey) 1-2                                   |
| 1941-42            | West     | 56   | 23 | 28 | 5  | 51    | 210 | 223 | 5°          |                                                                                                   |
| 1942-43            | AHL      | 56   | 26 | 24 | 6  | 58    | 183 | 203 | 4°          | perde 1º turno (Indianapolis) 0-2                                                                 |
| 1943-44            | West     | 56   | 12 | 31 | 9  | 33    | 140 | 181 | 3°          |                                                                                                   |
| 1944-45            | West     | 56   | 26 | 27 | 7  | 59    | 267 | 247 | 3°          |                                                                                                   |
| 1945-46            | West     | 62   | 30 | 22 | 10 | 70    | 262 | 226 | 2°          | vince 1º turno (Hershey) 2-1 perde semifinali (Cleveland) 1-2                                     |
| 1946-47            | West     | 64   | 35 | 19 | 10 | 80    | 260 | 188 | 3°          | vince 1º turno (New Haven) 2-1 vince semifinali (Buffalo) 2-0 perde Calder Cup (Hershey) 3-4      |
| 1947-48            | West     | 68   | 38 | 18 | 12 | 88    | 238 | 170 | 2°          | perde 1º turno (New Haven) 0-2                                                                    |
| 1948-49            | West     | 68   | 39 | 19 | 10 | 88    | 301 | 175 | 4°          |                                                                                                   |
| 1949-50            | West     | 70   | 29 | 26 | 15 | 73    | 215 | 185 | 4°          |                                                                                                   |
| 1950-51            | West     | 71   | 31 | 33 | 7  | 69    | 212 | 177 | 3°          | vince 1º turno (Springfield) 3-0 vince semifinali (Hershey) 3-0 perde Calder Cup (Cleveland) 3-4  |
| 1951-52            | West     | 68   | 46 | 18 | 3  | 95    | 267 | 179 | 1°          | vince 1º turno (Hershey) 4-1 vince Calder Cup (Providence) 4-2                                    |
| 1952-53            | AHL      | 64   | 37 | 21 | 6  | 80    | 223 | 149 | 2°          | vince semifinali (Hershey) 3-0 perde Calder Cup (Cleveland) 3-4                                   |
| 1953-54            | AHL      | 70   | 34 | 31 | 5  | 73    | 250 | 222 | 4°          | perde semifinali (Hershey) 2-3                                                                    |
| 1954-55            | AHL      | 64   | 31 | 25 | 8  | 70    | 187 | 180 | 1°          | vince semifinali (Springfield) 3-1 vince Calder Cup (Buffalo) 4-2                                 |
| 1955-56            | AHL      | 64   | 43 | 17 | 4  | 90    | 271 | 186 | 2°          | perde semifinali (Cleveland) 1-3                                                                  |
| Pittsburgh Hornets |          |      |    |    |    |       |     |     |             |                                                                                                   |
| 1961-62            | West     | 70   | 10 | 58 | 2  | 22    | 177 | 367 | 4°          |                                                                                                   |
| 1962-63            | West     | 72   | 20 | 48 | 4  | 44    | 200 | 317 | 4°          |                                                                                                   |
| 1963-64            | West     | 72   | 40 | 29 | 3  | 83    | 242 | 196 | 1°          | perde 1º turno (Quebec) 1-4                                                                       |
| 1964-65            | West     | 72   | 29 | 36 | 7  | 65    | 228 | 256 | 3°          | perde 1º turno (Buffalo) 1-3                                                                      |
| 1965-66            | West     | 72   | 38 | 33 | 1  | 77    | 236 | 218 | 3°          | perde 1º turno (Cleveland) 0-3                                                                    |
| 1966-67            | West     | 72   | 41 | 21 | 10 | 92    | 282 | 209 | 1°          | vince 1º turno (Hershey) 4-1 vince Calder Cup (Rochester) 4-0                                     |

## Record della franchigia

### Singola stagione
Gol: 55  Sid Smith (1948-49)
Assist: 65  Art Stratton (1963-64)
Punti: 112  Sid Smith (1948-49)
Minuti di penalità: 190  Jack Bionda (1955-56),  Lou Marcon (1964-65)

### Carriera
Gol: 130  Bob Solinger,  John O'Flaherty
Assist: 253  Frank Mathers
Punti: 319  John O'Flaherty
Minuti di penalità: 442  Pete Backor
Partite giocate: 534  Pete Backor

## Palmarès

### Premi di squadra
- Calder Cup: 3

1951-1952, 1954-1955, 1966-1967
- F. G. "Teddy" Oke Trophy: 2

1951-1952, 1954-1955
- John D. Chick Trophy: 2

1963-1964, 1966-1967

### Premi individuali
- Dudley "Red" Garrett Memorial Award: 1

Roger Crozier: 1963-1964
- Eddie Shore Award: 1

Bob McCord: 1966-1967
- Harry "Hap" Holmes Memorial Award: 8

Baz Bastien: 1947-1948, 1948-1949
Gilles Mayer: 1950-1951, 1952-1953, 1953-1954, 1954-1955, 1955-1956
Roger Crozier: 1963-1964
- John B. Sollenberger Trophy: 1

Sid Smith: 1948-1949